# لیا فرانکا
لیا فرانکا (ایتالیایی: Lia Franca؛ ۱۹۱۲ – ۱۹۸۸) یک هنرپیشه اهل ایتالیا بود. 
وی بازیگر فیلم‌هایی همچون رستاخیز بوده است.